# Oust-Marais Communal Cemetery
Oust-Marais Communal Cemetery is een begraafplaats gelegen in de Franse plaats Oust-Marest (Somme). De militaire graven worden onderhouden door de Commonwealth War Graves Commission.
De begraafplaats telt 1 geïdentificeerd Gemenebest graf uit de Tweede Wereldoorlog.